# Meheia Station
Meheia Station (Meheia stasjon) er en tidligere jernbanestation på Sørlandsbanen, der ligger i Kongsberg kommune i Norge. Stationen åbnede 11. februar 1920 som en del af banen mellem Kongsberg og Hjuksebø. Stationen blev fjernstyret 15. marts 1968. Betjeningen med persontog ophørte 28. maj 1989, hvorefter den tidligere station har haft status af fjernstyret krydsningsspor.
Stationsbygningen er opført i træ efter tegninger af Gudmund Hoel og Jens Flor. I februar 2012 afsluttedes en omfattende restaurering af den bevaringsværdige station med det tilhørende udhus, efter at de et par år i forvejen havde fremstået i dårlig stand. Som afslutning på restaureringen opsattes det gamle stationsskilt, der var blevet genfundet i pakhuset på Krøderen Station.
Stationen ligger i et godt område for friluftsliv, og gennem mange år gik der derfor særlige tog for skiløbere fra Vestbanestasjonen i Oslo.